# Oege-Sietse van Lingen
Oege-Sietse van Lingen (Twijzelerheide, 21 oktober 1999) is een Nederlands voetballer die als aanvaller voor Chonburi FC speelde.

## Carrière
Oege-Sietse van Lingen speelde in de jeugd van VVT, FC Groningen en SC Cambuur. In 2019 maakte hij de overstap naar ONS Sneek, waar hij in 22 wedstrijden negen doelpunten maakte en dertien assists gaf in de Derde Divisie, alvorens het seizoen werd beëindigd vanwege de coronapandemie. In 2020 maakte hij de overstap naar de topamateurclub VV Katwijk, dat in de Tweede Divisie speelde. Na vijf wedstrijden werd het seizoen echter opnieuw stilgelegd vanwege de coronapandemie. 
In het daaropvolgende seizoen werd hij kampioen van de Tweede Divisie 2021/22 met VV Katwijk. Omdat Nederland, als een van de weinige landen ter wereld, geen promotieregeling heeft tussen de Tweede Divisie en de Eerste Divisie, besloot Van Lingen na het kampioenschap zijn contract te ontbinden om de stap naar het buitenland te maken.
De gewenste buitenlandse profclub kwam echter niet voorbij, waardoor hij besloot zijn conditie op peil te houden bij Derde Divisie-club Harkemase Boys. Hier speelde hij slechts drie wedstrijden, waarna hij naar het Luxemburgse Victoria Rosport vertrok. Bij Victoria Rosport scoorde hij zeven keer en gaf vijf assists in zeventien wedstrijden, wat hem een transfer naar de Luxemburgse topclub F91 Dudelange opleverde.

### UEFA Conference League
Na zijn transfer op 18 Juni 2023 naar de topclub F91 Dudelange, debuteerde Van Lingen op 12 juli 2023 in de voorronde van de UEFA Conference League. In zijn debuutwedstrijd tegen het Ierse St. Patrick's Athletic FC scoorde hij in de 24e minuut het openingsdoelpunt, wat het allereerste doelpunt van het UEFA Conference League-seizoen 2023/24 bleek te zijn.
In de returnwedstrijd scoorde hij een hattrick in de 2-3 overwinning, waarmee hij op dat moment de topscorer van de competitie was met vier doelpunten in twee wedstrijden.
F91 Dudelange werd in de volgende ronde uitgeschakeld door het Maltese Gzira United. In het seizoen 2024/25 nam Van Lingen opnieuw deel aan de UEFA Conference League, waar hij twee wedstrijden speelde tegen AC Escaldes uit Andorra en het Zweedse BK Häcken, alvorens hij vertrok bij de topclub uit Luxemburg.

### Thailand
Suphanburi FC
Hij vertrok naar het Thaise Suphanburi FC, waar hij in zijn eerste oefenwedstrijd tegen het nationale team van Laos gelijk een hattrick scoorde. Op 3 januari 2025 werd hij officieel gepresenteerd door de club , waarna hij twee dagen later zijn officiële debuut maakte in de wedstrijd tegen Sisaket United. In deze wedstrijd scoorde hij maar liefst viermaal in de 6-1 overwinning, wat hem direct een cultstatus opleverde.
Hij sloot het seizoen bij Suphanburi FC af met 14 doelpunten en 3 assists in 12 wedstrijden in de Thai League 2. Zijn uitmuntende prestaties leverden hem de titel Speler van het Seizoen op en een transfer naar Thai League 1-club Chonburi FC.
Chonburi FC
Op 30 mei 2025 werd Van Lingen officieel gepresenteerd door Thai League 1-club Chonburi FC.

## Geëlektrocuteerd
Op 15 februari 2025 werd Van Lingen uitgeroepen tot Man of the Match in een met 0-3 gewonnen uitwedstrijd tegen Pattaya United, waarin hij één doelpunt maakte en een assist gaf. Na de wedstrijd ging het echter gruwelijk mis toen hij tijdens een interview een defecte microfoon vastpakte en onder zware hoogspanning kwam te staan. Hij vreesde voor zijn leven, maar overleefde het incident en herstelde snel.
Na slechts één gemiste wedstrijd keerde hij terug op het veld en maakte hij direct impact als invaller in de uitwedstrijd tegen koploper Ayutthaya United. Binnen twee minuten gaf hij een assist en scoorde hij later de gelijkmaker, waardoor de wedstrijd in 2-2 eindigde. Na deze gebeurtenis heeft hij de bijnaam "Electric Man" gekregen.

## Statistieken
| Seizoen                    | Club              | Land           | Competitie             | Competitie | Competitie | Beker | Beker | Overig | Overig | Totaal | Totaal |
| Seizoen                    | Club              | Land           | Competitie             | Wed.       | Dlp.       | Wed.  | Dlp.  | Wed.   | Dlp.   | Wed.   | Dlp.   |
| -------------------------- | ----------------- | -------------- | ---------------------- | ---------- | ---------- | ----- | ----- | ------ | ------ | ------ | ------ |
| 2017/18                    | Jong FC Groningen | Nederland      | Derde divisie zaterdag | 12         | 0          | 0     | 0     | –      | –      | 12     | 0      |
| 2019/20                    | ONS Sneek         | Nederland      | Derde divisie zaterdag | 22         | 9          | 1     | 0     | –      | –      | 23     | 9      |
| 2020/21                    | VV Katwijk        | Nederland      | Tweede divisie         | 2          | 0          | 0     | 0     | –      | –      | 2      | 0      |
| 2021/22                    | VV Katwijk        | Nederland      | Tweede divisie         | 17         | 1          | 1     | 0     | –      | –      | 18     | 1      |
| 2022/23                    | Harkemase Boys    | Nederland      | Derde divisie za.      | 3          | 0          | 0     | 0     | –      | –      | 3      | 0      |
| 2022/23                    | Victoria Rosport  | Luxemburg      | Nationaldivisioun      | 14         | 6          | 3     | 1     | –      | –      | 17     | 7      |
| 2023/24                    | F91 Dudelange     | Luxemburg      | Nationaldivisioun      | 28         | 5          | 2     | 2     | 4      | 4      | 34     | 11     |
| 2024/25                    | F91 Dudelange     | Luxemburg      | Nationaldivisioun      | 0          | 0          | 0     | 0     | 2      | 0      | 2      | 0      |
| 2024/25                    | Suphanburi FC     | Thailand       | Thai League 2          | 12         | 14         | 2     | 0     | 0      | 0      | 14     | 14     |
| Carrièretotaal             | Carrièretotaal    | Carrièretotaal | Carrièretotaal         | 108        | 33         | 8     | 3     | 6      | 4      | 123    | 42     |
| Bijgewerkt op 2 maart 2025 |                   |                |                        |            |            |       |       |        |        |        |        |

## Erelijst
VV Katwijk
- Tweede Divisie: 2021/22

Individueel
- UEFA Conference League: Eerste doelpuntenmaker van het seizoen 2023/2024
- Thai League 2: Speler van de Maand Januari 2025
- Suphanburi FC: Speler van het Seizoen 2024/2025
- Suphanburi FC: Clubtopscorer 2024/2025